# 다우베르트 엔히키
다우베르트 엔히키 샤가스 이스테방(포르투갈어: Dalbert Henrique Chagas Estevão, 1993년 9월 8일, 바라만사 ~)는 브라질의 축구 선수로, 현재 캄페오나투 브라질레이루 세리이 A의 인테르나시오나우에서 뛰고 있다.